# Iasnîșce, Brodî
Iasnîșce (în ucraineană Яснище) este un sat în comuna Palîkorovî din raionul Brodî, regiunea Liov, Ucraina.

## Demografie
Componența lingvistică a localității Iasnîșce
     Ucraineană (99,52%)
     Alte limbi (0,48%)
Conform recensământului din 2001, majoritatea populației localității Iasnîșce era vorbitoare de ucraineană (99,52%), existând în minoritate și vorbitori de alte limbi.